# Étuz
Étuz est une commune française située dans le département de la Haute-Saône, la région culturelle et historique de Franche-Comté et la région administrative Bourgogne-Franche-Comté.

## Géographie
La commune d' Etuz est traversée, du Nord au Sud, par la D 3 et d'Est en Ouest, par la D 15. La D 3 traverse du Nord au Sud l'entierté de la partie Ouest du département de la Haute-Saône. Etuz est la commune la plus au Sud de cette route. Le village est séparé du département du Doubs par l'Ognon qui fait office de frontière. On retrouve au Sud d'Etuz, le village de Cussey-sur-l'Ognon, au Nord, le village de Bonnevent-Velloreille, à l'Ouest, le village de Gézier-et-Fontenelay et à l'Est, celui de Boulot.

### Climat
Pour des articles plus généraux, voir Climat de la Bourgogne-Franche-Comté et Climat de la Haute-Saône.
En 2010, le climat de la commune est de type climat des marges montargnardes, selon une étude du Centre national de la recherche scientifique s'appuyant sur une série de données couvrant la période 1971-2000. En 2020, Météo-France publie une typologie des climats de la France métropolitaine dans laquelle la commune est exposée à un climat semi-continental et est dans une zone de transition entre les régions climatiques « Lorraine, plateau de Langres, Morvan » et « Jura ». 
Pour la période 1971-2000, la température annuelle moyenne est de 10,5 °C, avec une amplitude thermique annuelle de 17,5 °C. Le cumul annuel moyen de précipitations est de 1 042 mm, avec 12,8 jours de précipitations en janvier et 9,5 jours en juillet. Pour la période 1991-2020, la température moyenne annuelle observée sur la station météorologique de Météo-France la plus proche, « Bucey-lès-Gy », sur la commune de Bucey-lès-Gy à 11 km à vol d'oiseau, est de 11,6 °C et le cumul annuel moyen de précipitations est de 1 032,6 mm. 
La température maximale relevée sur cette station est de 41,5 °C, atteinte le 8 août 2003 ; la température minimale est de −23 °C, atteinte le 2 janvier 1971,,. 
Les paramètres climatiques de la commune ont été estimés pour le milieu du siècle (2041-2070) selon différents scénarios d'émission de gaz à effet de serre à partir des nouvelles projections climatiques de référence DRIAS-2020. Ils sont consultables sur un site dédié publié par Météo-France en novembre 2022.

## Urbanisme

### Typologie
Au 1er janvier 2024, Étuz est catégorisée bourg rural, selon la nouvelle grille communale de densité à sept niveaux définie par l'Insee en 2022.
Elle appartient à l'unité urbaine de Cussey-sur-l'Ognon, une agglomération inter-départementale regroupant trois  communes, dont elle est ville-centre,,. Par ailleurs la commune fait partie de l'aire d'attraction de Besançon, dont elle est une commune de la couronne,. Cette aire, qui regroupe 310 communes, est catégorisée dans les aires de 200 000 à moins de 700 000 habitants,.

### Occupation des sols
L'occupation des sols de la commune, telle qu'elle ressort de la base de données européenne d’occupation biophysique des sols Corine Land Cover (CLC), est marquée par l'importance des territoires agricoles (64 % en 2018), en diminution par rapport à 1990 (67 %). La répartition détaillée en 2018 est la suivante : 
terres arables (35 %), forêts (27,8 %), prairies (19,8 %), zones agricoles hétérogènes (9,2 %), zones urbanisées (8,2 %). L'évolution de l’occupation des sols de la commune et de ses infrastructures peut être observée sur les différentes représentations cartographiques du territoire : la carte de Cassini (XVIIIe siècle), la carte d'état-major (1820-1866) et les cartes ou photos aériennes de l'IGN pour la période actuelle (1950 à aujourd'hui).

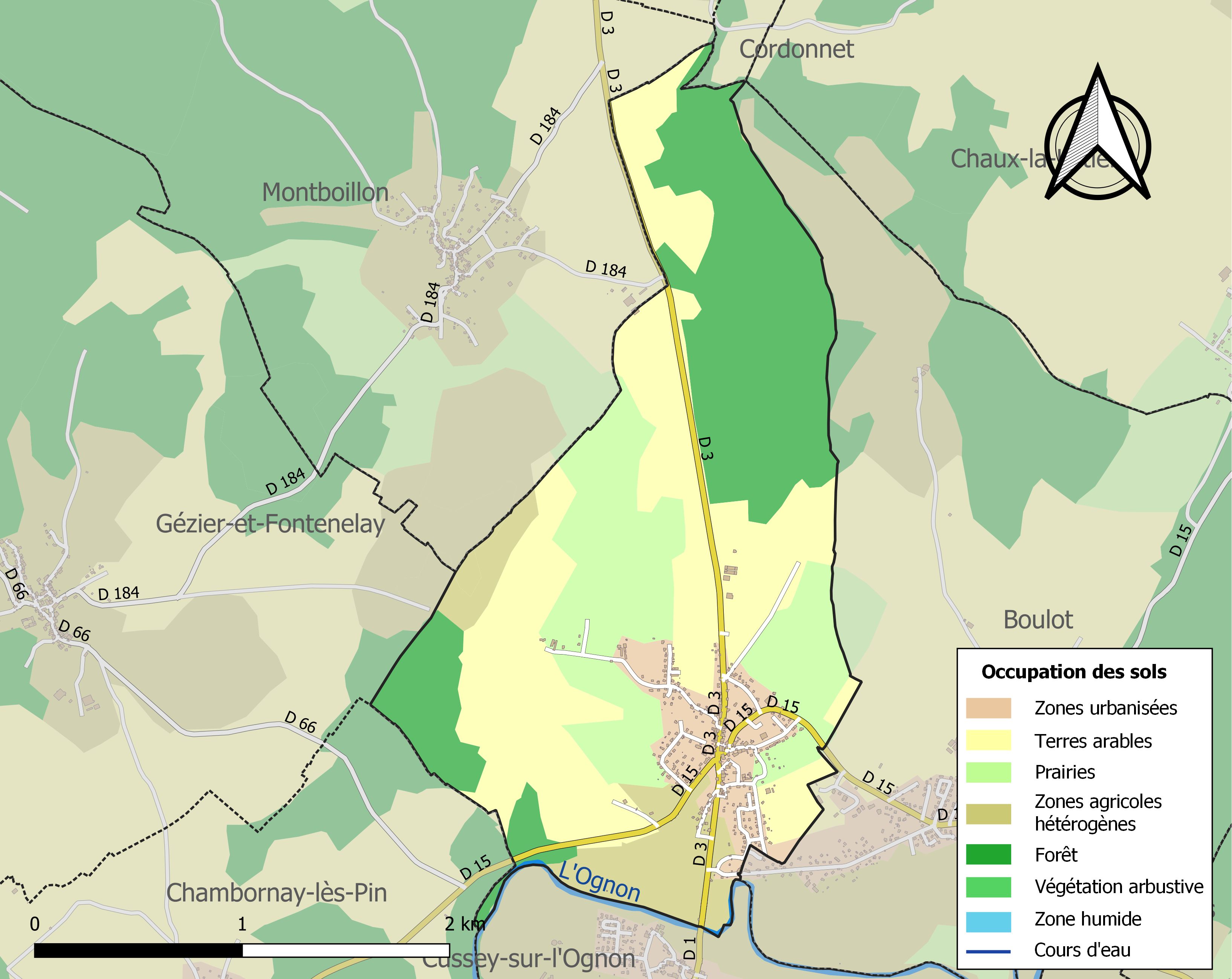
Carte des infrastructures et de l'occupation des sols de la commune en 2018 (CLC).

## Politique et administration

Carte départementale représentant en rouge la communauté de communes du Pays Riolais.

### Rattachements administratifs et électoraux
La commune fait partie de l'arrondissement de Vesoul du département de la Haute-Saône,  en région Bourgogne-Franche-Comté. Pour l'élection des députés, elle dépend de la première circonscription de la Haute-Saône.
Elle fait partie depuis 1826 du canton de Marnay. La composition de ce canton a été modifiée dans le cadre du redécoupage cantonal de 2014 en France.

### Intercommunalité
La commune est membre de la communauté de communes du Pays riolais, créée le 29 décembre 1999.

### Liste des maires
| Période                                  | Période                         | Identité              | Étiquette | Qualité                                         |
| ---------------------------------------- | ------------------------------- | --------------------- | --------- | ----------------------------------------------- |
| Les données manquantes sont à compléter. |                                 |                       |           |                                                 |
| 1941                                     | 1944                            | Antoine Emile Boisson |           | Cultivateur                                     |
| 1945                                     | 1947                            | Alphonse Renaud       |           |                                                 |
| 1947                                     | 1953                            | Lucien Boillot        |           |                                                 |
| 1953                                     | 1971                            | Louis Dussaucy        | Radical   | Directeur départemental de la Protection civile |
| 1971                                     | 2001                            | Hubert Moutarde       |           |                                                 |
| mars 2001                                | juin 2006                       | Brigitte Vaillard     |           |                                                 |
| juin 2006                                | mars 2008                       | Gérard Boillot        |           |                                                 |
| mars 2008                                | mars 2014                       | Patrick Gacek         |           |                                                 |
| mars 2014                                | En cours (au 29 septembre 2016) | Hervé Tabournot       |           | Chef d'entreprise à la retraite                 |

## Population et société

### Démographie
L'évolution du nombre d'habitants est connue à travers les recensements de la population effectués dans la commune depuis 1793. Pour les communes de moins de 10 000 habitants, une enquête de recensement portant sur toute la population est réalisée tous les cinq ans, les populations de référence des années intermédiaires étant quant à elles estimées par interpolation ou extrapolation. Pour la commune, le premier recensement exhaustif entrant dans le cadre du nouveau dispositif a été réalisé en 2008.

En 2022, la commune comptait 712 habitants, en évolution de +7,72 % par rapport à 2016 (Haute-Saône : −1,4 %, France hors Mayotte : +2,11 %).
| 1793 | 1800 | 1806 | 1821 | 1831 | 1836 | 1841 | 1846 | 1851 |
| ---- | ---- | ---- | ---- | ---- | ---- | ---- | ---- | ---- |
| 250  | 280  | 286  | 325  | 324  | 317  | 358  | 349  | 347  |

| 1856 | 1861 | 1866 | 1872 | 1876 | 1881 | 1886 | 1891 | 1896 |
| ---- | ---- | ---- | ---- | ---- | ---- | ---- | ---- | ---- |
| 333  | 286  | 284  | 230  | 243  | 213  | 214  | 235  | 193  |

| 1901 | 1906 | 1911 | 1921 | 1926 | 1931 | 1936 | 1946 | 1954 |
| ---- | ---- | ---- | ---- | ---- | ---- | ---- | ---- | ---- |
| 185  | 190  | 187  | 185  | 202  | 205  | 219  | 171  | 181  |

| 1962 | 1968 | 1975 | 1982 | 1990 | 1999 | 2006 | 2008 | 2013 |
| ---- | ---- | ---- | ---- | ---- | ---- | ---- | ---- | ---- |
| 199  | 223  | 201  | 382  | 467  | 563  | 642  | 665  | 668  |

| 2018 | 2022 | - | - | - | - | - | - | - |
| ---- | ---- | - | - | - | - | - | - | - |
| 672  | 712  | - | - | - | - | - | - | - |

### Enseignement et petite enfance
Les enfants de la commune y sont scolarisés, initialement dans le cadre du regroupement pédagogique intercommunal (RPI) de la Douain, à cheval sur deux communautés de communes (Pays Riolais et le Val Marnaysien) toutes deux compétentes en matière d'enseignement. Depuis la rentrée 2014-2015, le RPI est géré par le Pays Riolais et regroupe Étuz, Montboillon, Bonnevent-Veloreille et Oiselay-et-Grachaux.
Ce RPI doit être étendu Montboillon, Bonnevent-Velloreille et Boulot, accompagnant ainsi la construction d'un pôle éducatif  par la communauté de communes à Étuz, dont l'ouverture est prévue fin 2018, et une salle multi-activité de 600 m2 environ programmée pour 2019.
La commune est dotée d'une crèche, construite en 2008 et gérée également par la communauté de communes, qui accueille 32 berceaux en halte-garderie.

## Culture locale et patrimoine

### Lieux et monuments
- Fontaine de l'architecte Pierre Marnotte, construite en 1845-1846 et représentant deux petits forts. Ce monument (inscrit monument historique[24]) est éclairé à la tombée du jour.
- Lavoir, également de Pierre Marnotte, construite en 1845[25].
- Chapelle Sainte-Anne, construite au XVIe siècle et ayant fait l'objet de réparations importantes en 1753[26], abritant un magnifique retable en pierre et albâtre représentant la vie de sainte Anne, patronne d'Étuz.
- Diverses fermes des XVIe et XVIIIe siècles[27].
- L'ancienne mairie-école, du début du XIXe siècle, actuellement désaffectée[28].
- Le pont et le barrage sur l'Ognon.

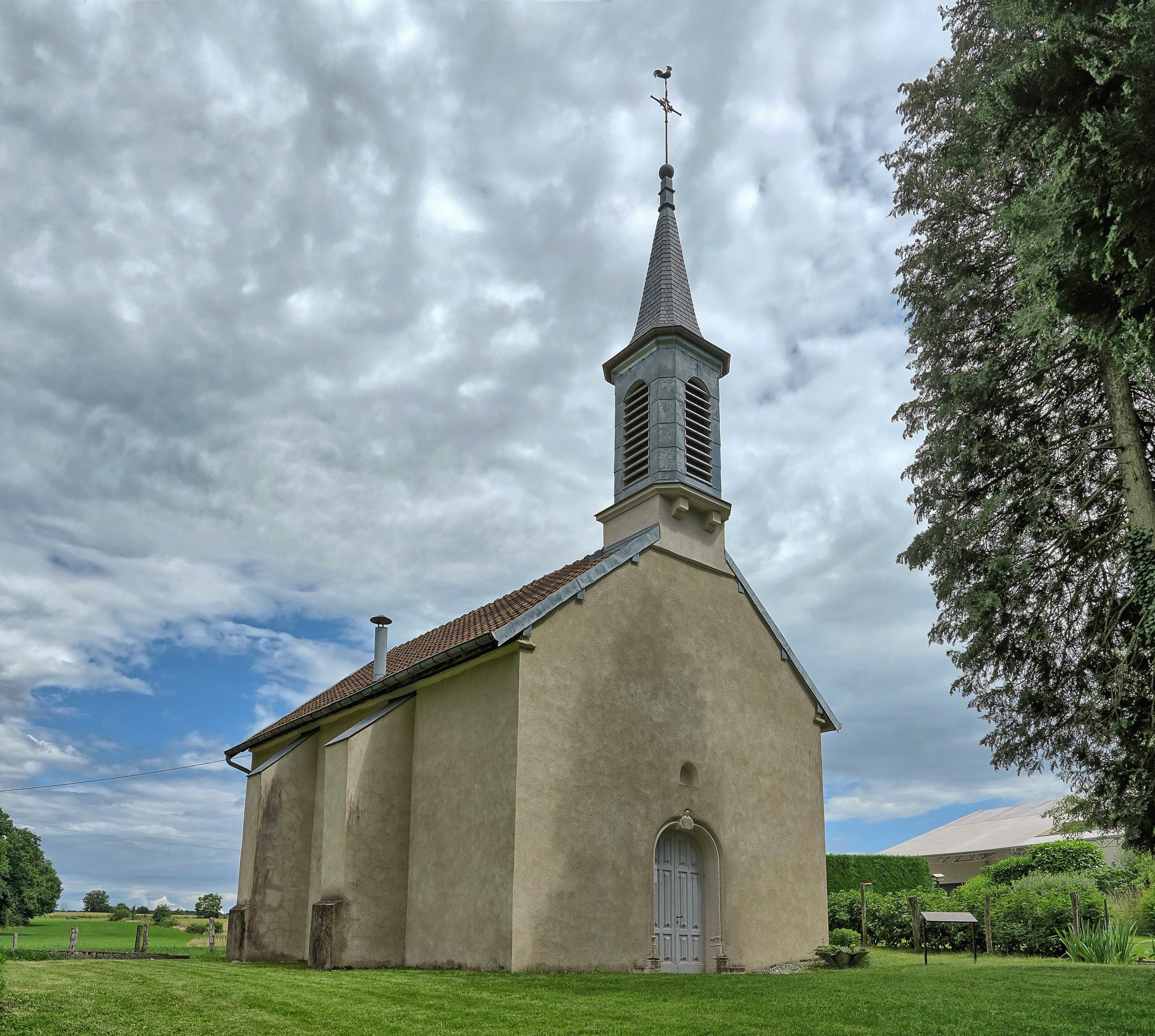
La chapelle Sainte-Anne.
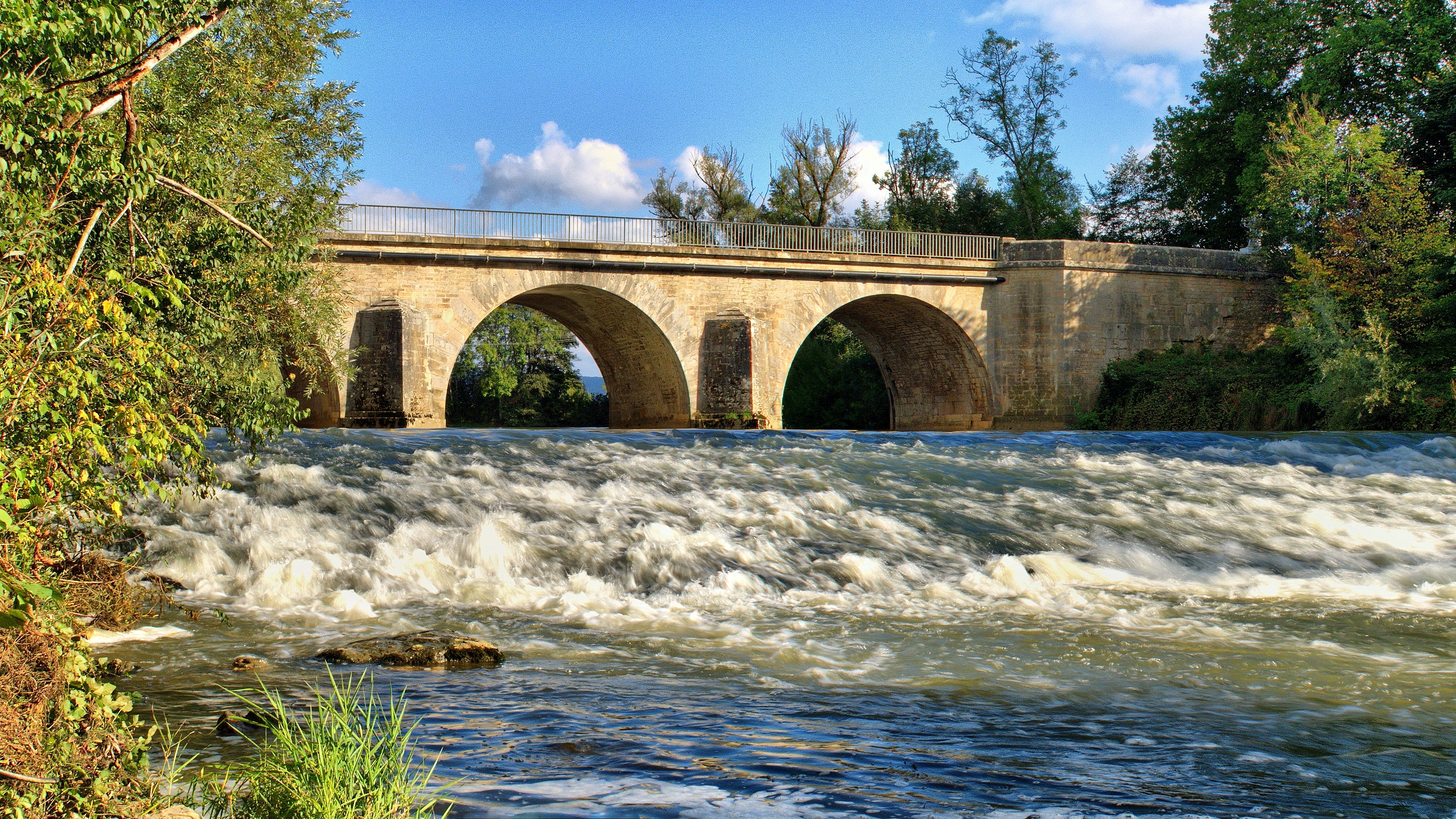
Le pont sur l'Ognon.
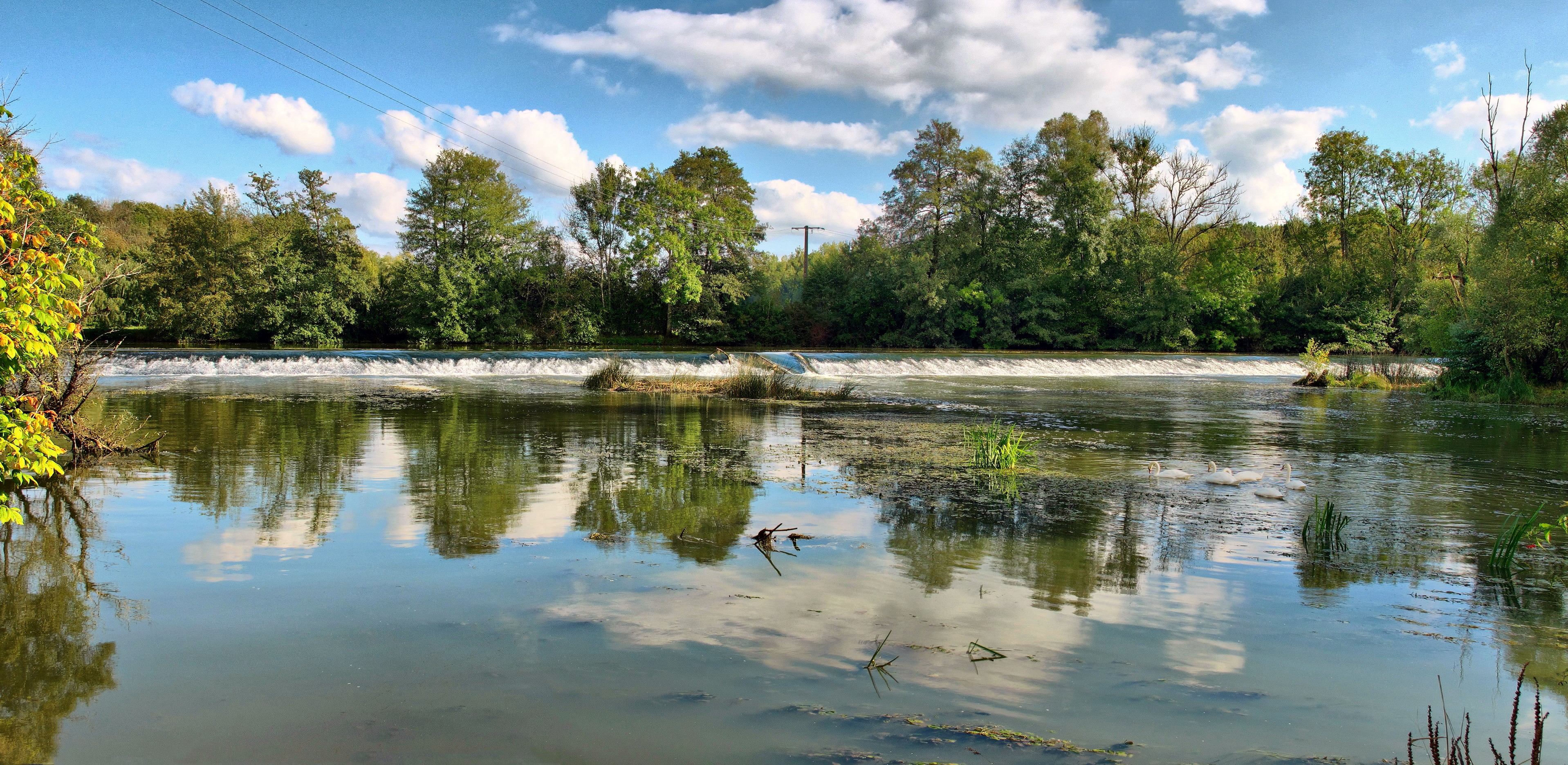
Le barrage sur l'Ognon.
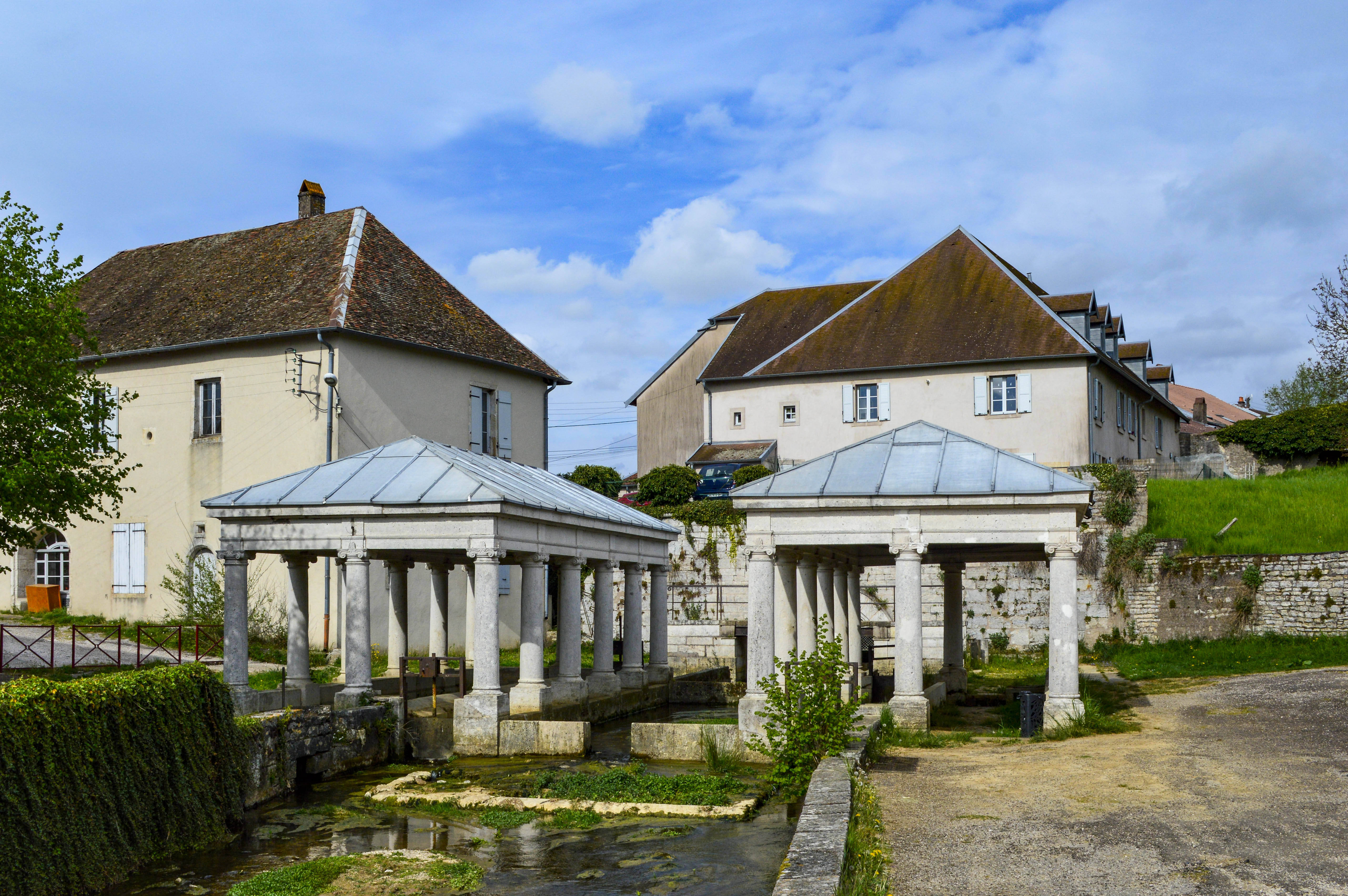
La fontaine et les lavoirs.

### Personnalités liées à la commune
- Pierre Marnotte.

### Héraldique
| Blason de Étuz | Blason  | De gueules à la fasce d'argent accompagnée en chef de deux losanges et en pointe d'une rose, le tout du même. |
| Blason de Étuz | Détails | Le statut officiel du blason reste à déterminer.                                                              |